# Dieter Spiess
Dieter Spiess (* 13. Mai 1924 in Mannheim; † 25. Januar 2017 in Battenberg) war ein deutscher Unternehmer und Honorarkonsul von Burkina Faso.

## Leben
Dieter Spiess wurde 1924 als Sohn des Unternehmers Paul Spiess und der Chemikerin Irmgard Spiess geboren. Sein Vater leitete in der dritten Generation das 1861 gegründete Chemieunternehmen C.F. Spiess & Sohn GmbH & Co. Dieter Spiess kämpfte als junger Mann drei Jahre lang im Zweiten Weltkrieg und geriet für weitere zwei Jahre in französische Kriegsgefangenschaft. Nach dem Krieg studierte er an der Ruprecht-Karls-Universität Heidelberg Volkswirtschaftslehre. Er war Mitglied der Studentenverbindung Leonensia Heidelberg. 1954 trat er nach seiner Promotion in das Unternehmen seines Vaters ein, dessen Leitung er 1963 zusammen mit seiner Mutter und seinem Bruder übernahm.
Dieter Spiess war seit dem 1. August 1974 Honorarkonsul von Burkina Faso für Rheinland-Pfalz und seit 2013 zusätzlich für das Saarland. Durch seinen Einsatz konnten zahlreiche Projekte zur Entwicklungshilfe realisiert werden; u. a. der Bau eines Staudamms zur Wasserversorgung in der Gemeinde Boulyoghin sowie die Errichtung mehrerer Schulen und medizinischer Einrichtungen. 2006 wurde  Dieter Spiess von Staatspräsident Blaise Compaoré von Burkina Faso mit dem Orden „Chevalier de l’Ordre National“ für seine Verdienste um die Entwicklungshilfe ausgezeichnet.
Dieter Spiess war Vorstandsmitglied der Aktionsgemeinschaft Soziale Marktwirtschaft, die von seinem Lehrer Alexander Rüstow gegründet wurde.

## Ehrungen (Auswahl)
- Chevalier de l’Ordre National[3] (Burkina Faso)
- Ehrenbürger Kleinkarlbach
- Ehrenbürger Boulyoghin
- Träger der Alexander-Rüstow-Plakette der Aktionsgemeinschaft Soziale Marktwirtschaft (2000).[4]
- Ehrenmitglied der Studentenverbindung Leonensia, Heidelberg
- Ehrenmitglied des Industrieverbandes Kunststoffverpackungen e. V., Bad Homburg
- Ehrenvorsitzender des Aufsichtsrates der Volksbank e.V. Grünstadt (jetzt RV Bank Rhein-Haardt)
- Ehrenmitglied des Bundesverbandes Deutscher Kunststoffverarbeiter e. V., Mannheim